# Regesbostel
Regesbostel település Németországban, azon belül Alsó-Szászország tartományban. Lakosainak száma 1075 fő (2023. december 31.). Regesbostel Hollenstedt, Beckdorf, Halvesbostel, Heidenau és Moisburg községekkel határos.

## Népesség
A település népességének változása:
| Lakosok száma | 1041 | 1059 | 1061 | 1075 | 1078 | 1075 |
|               | 2016 | 2017 | 2019 | 2021 | 2022 | 2023 |